# An Byeong-hun
An Byeong-hun (koreanisch 안병훈; * 6. Oktober 1940) ist ein ehemaliger südkoreanischer Radrennfahrer.

## Sportliche Laufbahn
An Byeong-hun (auch Ahn Byung-hong) war im Straßenradsport aktiv und Teilnehmer der Olympischen Sommerspiele 1964 in Tokio. Das olympische Straßenrennen beendete er nicht.
Im Mannschaftszeitfahren wurde das Team aus Südkorea mit An Byeong-hun, Jo Seong-hwan, Hong Seong-ik und Lee Seon-bae 24. des Rennens.
Bei den Asienspielen 1962 in Jakarta holte er die Silbermedaille im Mannschaftszeitfahren. Bei den Asienspielen 1966 in Bangkok gewann er die Goldmedaille in der Mannschaftswertung des Straßenrennens und Silber in der Mannschaftswertung des Einzelzeitfahrens.